# ناحیه شهید سکندرآباد
ناحیه شهید سکندرآباد (به انگلیسی: Shaheed Sikandarabad District) یکی از ناحیه‌های پاکستان در پاکستان است که در ایالت بلوچستان واقع شده‌است.